# Comisión Nacional de la Competencia
Die spanische Comisión Nacional de la Competencia (CNC; deutsch Nationale Kommission für den Wettbewerb) mit Sitz in Madrid ist die spanische Wettbewerbsbehörde, die in jetziger Form seit 2007 besteht. Die Behörde wurde per Gesetz vom 4. August 2008 (15/2007 de Defensa de la Competencia) als unabhängige Wettbewerbsbehörde ins Leben gerufen.
Derzeitiger Präsident der Behörde ist Joaquín García Bernaldo de Quirós.
Die spanische Wettbewerbsbehörde (CNC) verhängte im Februar 2012 aufgrund einer 2010 von der Inselregierung von Ibiza eingereichten Klage eine Strafe über 54 Millionen Euro. Die Strafe wurde wegen Bildung eins Kartells und damit illegaler Preisabsprachen gegen fünf Fährunternehmen verhängt, die die Balearen mit dem Festland und die Inseln untereinander verbinden. Die illegalen Preisabsprachen beziehen sich auf den gesamten maritimen Transportsektor, Fracht- und Personentransport. Unter den fünf Schifffahrtsgesellschaften befinden sich die Baleària, die Trasmediterránea und die Isleña Marítima de Contenedores (Iscomar). Die höchste Strafe betrifft die Trasmediterránea (Acciona Trasmediterránea) mit 36 Millionen Euro, gefolgt von der Baleària mit 15,9 Millionen Euro.
Im Jahr 2013 wurde die CNC in die Behörde Comisión Nacional de los Mercados y la Competencia (CNMC) integriert.

## Vorgängerbehörden
Bis 2007 war das Wettbewerbsgericht (Tribunal de la Competencia) zuständig für den Schutz des Wettbewerbes.

## Einzelnachweis
1. ↑   El País   (in Spanisch) (abgerufen am 28. Februar 2012)

Koordinaten: 40° 25′ 11,2″ N, 3° 41′ 44,7″ W